# Фиолетовобрюхая дамофила
Фиолетовобрюхая дамофила (лат. Chlorestes julie) — вид птиц из семейства колибри'. Выделяют три подвида.

## Описание
Длина около 8,1 см, клюв 1,3 см. Верхняя часть тела самцов переливается зелёным, а верхняя часть головы и горло блестят золотисто-зелёным. Самка немного меньше самца. Бока и горло иногда покрыты зелеными пятнами.

## Распространение
Обитают в Колумбии, Эквадоре, Панаме и Перу. Иногда их наблюдают в Коста-Рике.
Естественной средой обитания этих птиц являются как сухие, так и влажные субтропические и тропические леса, а равно бывшие (сведенные) леса.